# Norton (Vermont)
Norton es un pueblo ubicado en el condado de Essex en el estado estadounidense de Vermont. En el año 2010 tenía una población de 169 habitantes y una densidad poblacional de 1,66 personas por km².

## Geografía
Norton se encuentra ubicado en las coordenadas 44°58′13″N 71°49′20″O / 44.97028, -71.82222.

## Demografía
Según la Oficina del Censo en 2000 los ingresos medios por hogar en la localidad eran de $20,000 y los ingresos medios por familia eran $25,000. Los hombres tenían unos ingresos medios de $32,188 frente a los $20,417 para las mujeres. La renta per cápita para la localidad era de $15,506. Alrededor del 14.6% de la población estaba por debajo del umbral de pobreza.